# 20. април
20. април (20.04) је 110. дан у години по грегоријанском календару (111. у преступној години). До краја године има још 255 дана.

## Догађаји
- 491 — Источноримски (византијски) цар Анастасије I, иначе присталица монофизитске јереси, крунисан у Цариграду пошто је потписао изјаву о оданости православљу.
- 1526 — У бици код Панипата могулски вођа Бабур с 2.000 бораца поразио 10.000 војника султана Ибрахима од Делхија, чиме је почела двоиповековна владавина Могула над Индијом.
- 1653 — Вођа Енглеске револуције Оливер Кромвел је распустио Крњи парламент.
- 1657 — У Енглеско-шпанском рату енглеска флота, под командом адмирала Роберта Блејка, напала и потопила свих 16 шпанских ратних бродова у луци Санта Круз на Тенерифима, а потом разорила град.
- 1775 — Почела је опсада Бостона након битака код Лексингтона и Конкорда у Америчком рату за независност.
- 1792 — Француска објавила рат Аустрији, Пруској и Сардинској краљевини.
- 1841 — У филаделфијском листу „Грахамс магазин“ објављена приповетка Едгара Алана Поа „Убиства у Улици Морг“, која се сматра првом детективском причом.
- 1919 — У Београду почео Оснивачки конгрес Социјалистичке радничке партије Југославије, која је 1920, на конгресу у Вуковару, променила име у Комунистичка партија Југославије.
- 1936 — Италијанске трупе окупирале Етиопију.
- 1945 — Заточеници Концентрационог логора Јасеновац одлучили су се на пробој из логора.
- 1972 — Амерички свемирски брод „Аполо 16“ се спустио на Месец.
- 1978 — Совјетски авиони су оборили јужнокорејски авион након што је неовлашћено ушао у совјетски ваздушни простор.
- 1984 — Уједињено Краљевство објавила да ће њена администрација у Хонгконгу престати с радом 1997.
- 1986 — Пијаниста Владимир Хоровиц, који је напустио Русију 1925, после 61 године одржао концерт у СССР.
- 1992 — Снаге Војске Републике Српске блокирале Сарајево захтевајући поделу града. Блокада и гранатирање града трајали током целог рата, завршеног потписивањем Дејтонског споразума у новембру 1995.
- 1999 — Двојица тинејџера из Колорада су пуцали на своје наставнике и другове у средњој школи Колумбајн, убивши притом 12 ученика и једног наставника, а затим и себе.
- 1999 — Током ваздушних напада НАТО на Југославију у Храму светог Саве у Београду литургију служили руски и српски патријарх Алексеј II и Павле, после које су се „Молитвом за мир“ обратили десетинама хиљада људи окупљених на платоу испред цркве.
- 2003 — Министарство здравља Кине саопштило да је од атипичне упале плућа у Пекингу оболело 339 особа, од којих је 18 умрло, чиме су кинеске власти први пут званично признале размере епидемије САРС-а. САРС те године погодио 20 земаља, а највише заражених регистровано у Кини и Хонгконгу.
- 2010 — Након експлозије на нафтној платформи Дипвотер хорајзон у Мексичком заливу почело је истицање нафте у море, што је највећа еколошка катастрофа у историји САД.
- 2021 — Председник Чада Идрис Деби преминуо је од повреда задобијених током обиласка трупа на фронту у борби против побуњеника на северу земље.

## Рођења
- 1808 — Наполеон III Бонапарта, француски цар. (прем. 1873)
- 1871 — Едуард Славољуб Пенкала, хрватски инжењер и проналазач. (прем. 1922)
- 1889 — Адолф Хитлер, немачки диктатор. (прем. 1945)
- 1893 — Харолд Лојд, амерички глумац и комичар. (прем. 1971)
- 1893 — Жуан Миро, шпански сликар, вајар и керамичар. (прем. 1983)
- 1918 — Кај Сигбан, шведски физичар, добитник Нобелове награде за физику (1981). (прем. 2007)
- 1927 — Карл Александер Милер, швајцарски физичар, добитник Нобелове награде за физику (1987). (прем. 2023)
- 1931 — Бранислав Цига Миленковић, српски глумац. (прем. 2005)
- 1937 — Антони Кунадис, грчки инжењер грађевинарства, академик и инострани члан Српске академије наука и уметности.[1]
- 1937 — Џорџ Такеи, јапанско-амерички глумац.
- 1941 — Рајан О'Нил, амерички глумац. (прем. 2023)
- 1941 — Мустафа Хасанагић, југословенски фудбалер и фудбалски тренер. (прем. 2023)
- 1949 — Вероника Картрајт, британско-америчка глумица.
- 1949 — Џесика Ланг, америчка глумица.
- 1950 — Александар Лебед, совјетски и руски официр и политичар
- 1951 — Нада Блам, српска глумица.
- 1952 — Божидар Маљковић, српски кошаркашки тренер.
- 1952 — Данило Јокић, српски архимандрит и игуман. (прем. 2021)
- 1960 — Јелица Комненовић, српска кошаркашица.
- 1961 — Николас Линдхерст, енглески глумац.
- 1964 — Микош Рњаковић, српски бициклиста.
- 1964 — Енди Серкис, енглески глумац и редитељ.
- 1967 — Мајк Портној, амерички музичар, најпознатији као суоснивач и бубњар групе Dream Theater.
- 1969 — Феликс Баумгартнер, аустријски падобранац. (прем. 2025)
- 1969 — Алберто Ерерос, шпански кошаркаш.
- 1972 — Кармен Електра, америчка глумица, певачица, плесачица и модел.
- 1972 — Жељко Јоксимовић, српски музичар и музички продуцент.
- 1972 — Марко Кон, српски композитор, музички продуцент и музичар.
- 1976 — Шеј Гивен, ирски фудбалски голман.
- 1981 — Миљан Павковић, српски кошаркаш.
- 1982 — Јанис Блумс, летонски кошаркаш.
- 1983 — Дени Грејнџер, амерички кошаркаш.
- 1983 — Миранда Кер, аустралијски модел.
- 1985 — Нина Жижић, црногорска певачица.
- 1985 — Мирослав Лечић, српски фудбалер.
- 1985 — Павле Нинков, српски фудбалер.
- 1988 — Нина Јанковић, српска глумица.
- 1997 — Александар Зверев, немачки тенисер.[2]

## Смрти
- 1768 — Каналето, италијански сликар. (рођ. 1697)
- 1887 — Никанор Грујић, књижевник, песник, црквени говорник, владика пакрачки. (рођ. 1810)[3]
- 1872 — Људевит Гај, хрватски политичар, лингвиста, идеолог, новинар и књижевник. (рођ. 1809)[4]
- 1912 — Абрахам Стокер, ирски књижевник. (рођ. 1847)
- 1918 — Фердинанд Браун, немачки физичар. (рођ. 1850)
- 1947 — Кристијан X, краљ Данске. (рођ. 1870)
- 1992 — Бени Хил, британски глумац и певач (рођ. 1924)
- 1995 — Милован Ђилас, југословенски политичар и писац. (рођ. 1911)
- 2008 — Др Ксенте Богоев економиста и друштвено-политички радник СФР Југославије и СР Македоније. (рођ. 1919)
- 2010 — Биљана Ковачевић-Вучо, српска правница, политичарка и борац за људска права (рођ. 1952).
- 2012 — Петер Карстен, немачко-југословенски филмски глумац (рођ. 1928).
- 2018 — Тим Берлинг Авичи, шведски ди-џеј, музички продуцент и миксер звука (рођ. 1989).

## Празници и дани сећања
- Српска православна црква слави:
  - Светог Георгија исповедника
  - Преподобног Нила Сорског
  - Светог мученика Калиопија
  - Преподобног Данила Перејаславског
  - Преподобног Григорија Синаита